# Louis Seize
Louis-Seize er en stilperiode 1760 – 1790 i arkitektur og interiør. 
Stilen opstod i Frankrig omkring 1750 og har sit navn efter Ludvig 16., selv om perioden regnes for at slutte, da han besteg tronen i 1774. Den er en del af klassicismen og kendetegnes af rette linjer og symmetri. 
Louis-Seize blev udviklet efter opdagelsen af Pompeii og afløste rokokoen. I Norge er Stiftsgården i Trondheim (1774-78), Gamlebyen kirke (1776) og Saxegården i Oslo (ca. 1800), samt Eidsvollsbygningen (1800) eksempler på louis seizestil i arkitekturen. I Sverige er stilen mest kendt under navnet gustaviansk stil. I Danmark er C. F. Harsdorff af central betydning.
I Frankrig var arkitekter som Ange-Jacques Gabriel, Germain Soufflot og den unge Claude-Nicolas Ledoux repræsentanter for stilarten, der grundet inspirationen fra antikken også blev kaldt for á la grecque (på græsk facon).
Perioden blev efterfulgt af directoirestil.